# Lone (musicien)
Pour les articles homonymes, voir Lone (homonymie).
Matt Cutler, alias Lone, est un compositeur, DJ et producteur de musique électronique britannique, originaire de Nottingham en Angleterre.

## Carrière

### Débuts et premiers succès
Matt Cutler nait à Nottingham au milieu des années 1980. Ce n'est qu'à neuf ans qu'il commence à apprécier la musique, plus précisément la techno hardcore et la jungle qu'écoute sa grande sœur et qui lui évoquent les jeux de sa Sega Megadrive. Il se met à composer, d'abord sur un petit piano jouet Casio, puis sur ordinateur. À quatorze ans il enregistre ses premiers véritables morceaux,, avant de former quelques années plus tard le duo de hip-hop expérimental Kids in Tracksuits avec son ami Andy Hemsley. Le groupe ne tiendra que le temps de quelques EPs, sur Dealmaker, un label hip-hop également basé à Nottingham et géré par un ami. Peu de temps après, tandis qu'Hemsley s'oriente vers le métier de graphiste, Cutler commence une carrière solo sous le pseudonyme Lone, choisi en référence à son état de compositeur solitaire.

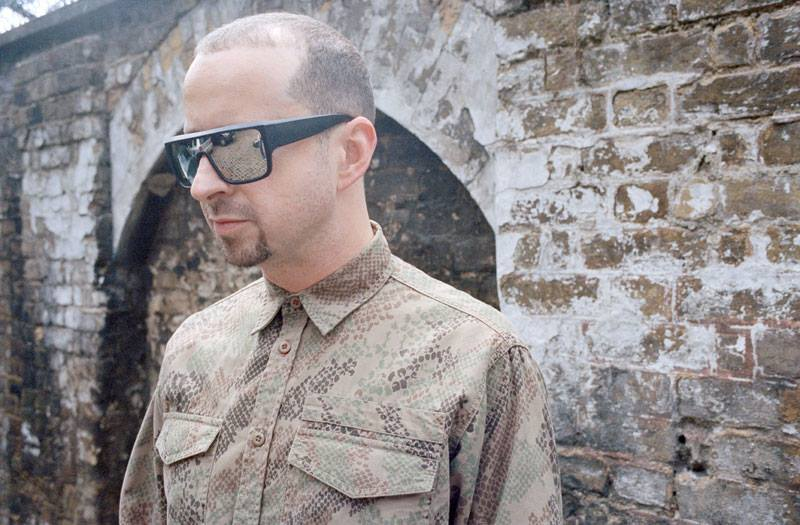
Kode9, l'un des premiers à repérer Cutler

Il sort son premier album Everything Is Changing Colour à l'été 2007, sur le nouveau label indépendant belge vu-us. Le disque se nourrit d'influences issues du hip-hop et de l'électro, rappelant notamment les sonorités de Boards of Canada voire Chris Clark. Bien qu'évoquant encore la demoscene, le style rétro typique, tour à tour mélancolique et psychédélique, de Lone est déjà là. Il s'affirme avec l'album suivant, Lemurian (en), édité le 4 août 2008 par Dealmaker. Élu Album de la semaine par le site Bleep.com et remarqué par des artistes comme Kode9, Rustie ou encore James Holden, Lemurian, dont le nom fait référence au légendaire continent de la Lémurie, remporte un grand succès critique. Le 2 juin 2009, sort l'EP Cluster Dreams, que Cutler qualifie de plus synth funk et qui contient un remix de Bibio. Lone lui rendra la pareille quelques mois plus tard en remixant son titre All the Flowers. Le succès naissant pousse Cutler à quitter son job dans un supermarché et à s'investir pleinement dans la musique.
En septembre de la même année, Cutler s'associe avec Tom Watson alias Keaver and Brause, également signé sur Dealmaker, pour former le duo Kona Triangle. Ensemble ils sortent un unique album Sing a New Sapling Into Existence, les deux étant trop occupés par leurs projets respectifs pour poursuivre l'aventure.

### Notoriété et nouvelles orientations
Cutler part ensuite signer sur le label d'Actress (en) Werk Discs, où il publie, le 1er décembre 2009, son troisième album solo Ecstasy & Friends. Sa touche particulière s'y affine encore, à la fois nostalgique et gaie, cristalline et colorée. Le 11 octobre, il prolonge cette sortie de l'EP Once in a While / Raptured, composé de deux inédites et de remixes de Midland et Sinden.
À partir de 2010, Lone, dont la renommée est désormais établie dans le milieu de la musique électronique, lance le label Magicwire avec son ami et manager Sean West. Après un mix le 23 mars pour le compte de la radio BTS, il y sort en novembre son quatrième album Emerald Fantasy Tracks - lui-même y voyant plutôt une mini compilation. Inspiré par les tournées de promotion pour ses prédécesseurs, ce nouveau disque prend un virage plus house, parfois même techno, sans toutefois renier les mélodies acid et les nappes texturées développées jusqu'ici. Emerald Fantasy Tracks permet à Lone d'atteindre une plus grande reconnaissance. Succès critique, il apparait plus abouti que ses prédécesseurs, évoquant au magazine Pitchfork « la techno-breakbeat à son meilleur », un mélange de l'ère Warp des Plaid et Boards of Canada, avec la techno de Détroit d'Underground Resistance (notamment leur titre Jupiter Jazz) et la rave de 808 State,.

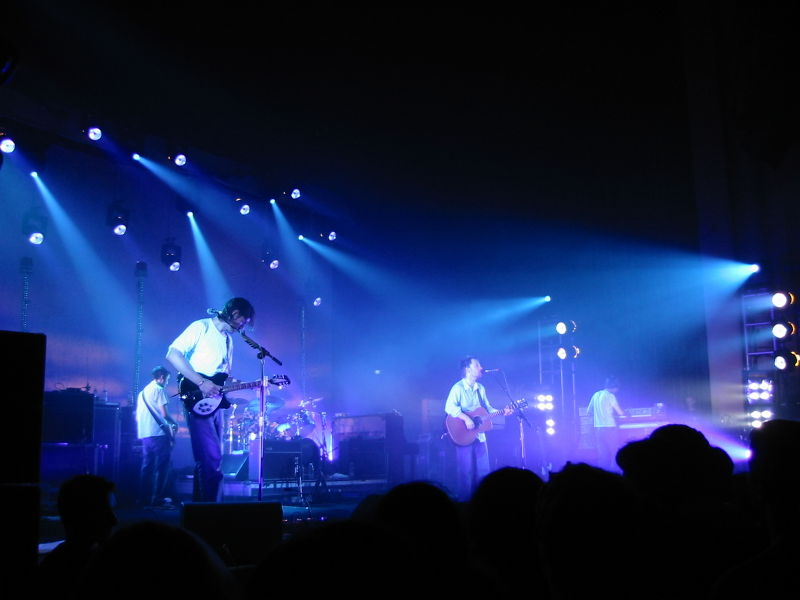
Radiohead, parmi les nombreux groupes remixés par Lone

Dans le même temps, Lone multiplie les remixes, pour Underworld (Bird 1), The Count & Sinden (en) (Addicted to You), Solar Bears (en) (Twin Stars), puis en 2011 Radiohead (Feral), Friendly Fires (Live Those Days Tonight), Chilly Gonzales (Knight Moves) ou encore Totally Enormous Extinct Dinosaurs (Waulking Song), parmi d'autres. Il emménage avec sa compagne à Manchester, et signe chez R&S Records. Il commence par y produire Echolocations, un EP daté du 11 avril 2011 qui offre une suite logique, quoique plus vive, complexe et même agressive à Emerald Fantasy Tracks. Il s'ensuit le 30 avril 2012 un cinquième album, Galaxy Garden (en), acclamé lui aussi pour sa richesse et sa maîtrise. Pitchfork lui attribue par exemple la note de 8.2/10 et une Mention Honorable, et classe sa pochette parmi les vingt meilleures de l'année. Le disque est en outre marqué par les participations de Machinedrum sur les titres As a Child et Cthulhu, et de la chanteuse Anneka sur Spirals. Cette même année Lone signe le 10 mai un mix pour l'émission Boiler Room et de nouveaux remixes, notamment pour Nathan Fake (Paean) et Joakim (Labyrinth).

### Synthèse et aboutissement
Lone commence l'année 2014 en offrant gratuitement l'inédit Dream Ache, tiré de l'Essential Mix de Rustie diffusé quelques mois plus tôt sur BBC Radio 1. Mais il ne revient vraiment que le 16 juin, avec un sixième album Reality Testing (en), précédé de deux jours par un mix pour Resident Advisor, et déjà annoncé par les sorties anticipées des titres Airglow Fires, Begin to Begin et 2 Is 8. D'un naturel à vite se lasser, Cutler retourne à ses inspirations hip-hop, tout en y greffant des influences house et deep house. Il donne à ce nouvel album un ton moins extravagant, plus accessible, urbain, calme et assuré, même s'il s'aventure encore du côté de la techno de Détroit,. Le disque hérite encore de très bonnes critiques, notamment DJ Mag qui le classe Meilleur Album lors de ses Best Of British Awards 2014. Il profite en outre de clips pour les morceaux Aurora Northern Quarter puis Restless City.
L'année 2014 se poursuit pour Lone par de nouveaux remixes, notamment A Simple Beautiful Truth de Wild Beasts et In The End (I Want You To Cry) de Tensnake. Il signe également la production des morceaux Miss Amor et Miss Camaraderie qui closent le premier album d'Azealia Banks, Broke With Expensive Taste. Alors que Lemurian ressort remasterisé en juin 2015, devant donner un second souffle à son label Magicwire plus ou moins mis en pause en 2012, Cutler espère terminer sous peu son prochain album. Envisageant d'abord de s'essayer à l'ambient, il annonce finalement des rythmiques plus rapides inspirées de la jungle,.

## Influences

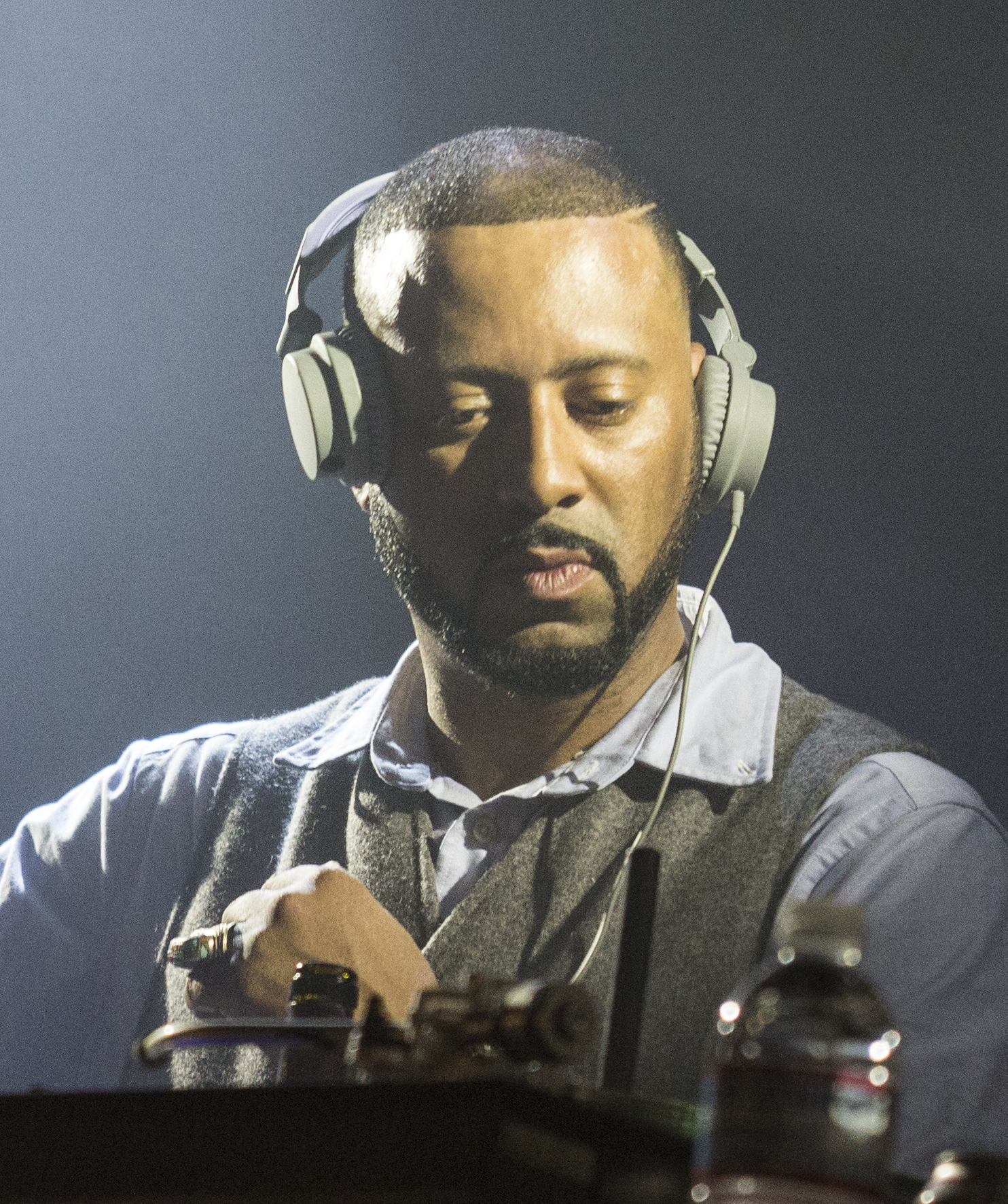
Madlib, influence majeure pour Cutler

La nostalgie latente qui habite toute la discographie de Lone se nourrit des musiques entendues, volontairement ou non, par Cutler dans son enfance. Il y a d'abord la bande-son des jeux vidéo de sa Sega Megadrive, à commencer par celle composée par Yūzō Koshiro pour Streets of Rage 2. Comptent également les vieilles cassettes de funk des années 1980, notamment d'artistes comme Michael Jackson ou Alexander O'Neal, et qui, à trop prendre le soleil sur le tableau de bord de la voiture parentale, voyaient leur son altéré, le rendant traînant et vaporeux.
Mais c'est avec la techno hardcore et la jungle issues des raves auxquelles participe sa sœur que Cutler s'intéresse réellement à la musique. Il découvre par la suite l'électro du label Warp, plus particulièrement celle d'Aphex Twin et du duo Boards Of Canada, qu'il considère comme le véritable instigateur de sa vocation musicale, puis il se passionne pour le hip-hop des Wu-Tang Clan, De La Soul, et surtout Madlib et J Dilla,. Enfin viennent la Chicago house et la techno de Détroit, dont l'influence se ressent à partir de 2010. Plus tard, alors qu'il revient au hip-hop, Cutler se met à écouter aussi beaucoup de deep house, notamment celle de Theo Parrish.
Lone reconnaît par ailleurs s'inspirer de ses amis, les graphistes de The Fresh Prints et les producteurs comme Bibio, ou Keaver & Brause, l'autre moitié de son duo Kona Triangle. Cutler explique aussi sa propension à varier les genres sans perdre de vue sa touche sonore récurrente par un parallèle avec la filmographie de ses réalisateurs préférés, à commencer par Stanley Kubrick et plus particulièrement Shining. Il n'hésite pas enfin à trouver dans le mauvais temps anglais une influence non négligeable à sa musique.